# 額田晉
額田 晋（ぬかだ すすむ、1886年（明治19年）12月22日 - 1964年（昭和39年）9月29日）は、日本の医師、医学者（内科学）、医学博士、理学博士。東邦大学および額田医学生物学研究所の創立者。

## 生涯
1886年（明治19年）、岡山県邑久郡に医師の次男として生まれた。旧制一高を経て東京帝国大学医科大学に進学した。1917年（大正6年）から翌年にかけ、アメリカのハーバード大学に自費留学し、医学博士を取得し帝国大学附属病院の講師を務めた。中国の北京協和医学校に赴任後、帰国した額田は1925年（大正14年）に兄の額田豊と共に帝国女子医学専門学校（東邦大学の前身）を創設した。1926年（大正15年）には理学博士も取得し、神田に額田内科病院、千葉県稲毛に額田医学生物学研究所を設立した。1964年（昭和39年）77歳で死去。墓所は雑司ヶ谷霊園。
戦後に大学名を改める際、東邦大学の名称を提案したのは額田であった。
妻は森鷗外の親友である賀古鶴所の姪。その縁もあり、結核を隠すために医師の診察を一切拒んでいた晩年の鴎外の診察を唯一行なった。

## 略歴
- 1886年12月22日 - 岡山県で誕生
- 1912年 - 東京帝国大学医科大学卒業
- 1917年 - 米国ハーバード大学留学
- 1919年 - 医学博士号取得、順天堂医院研究所長
- 1923年 - 東京帝国大学医学部講師、北京協和学校招請
- 1925年 - 帝国女子医学専門学校長
- 1926年 - 理学博士号取得
- 1930年 - 帝国女子医学薬学専門学校長
- 1939年 - 額田医学生物学研究所創立
- 1941年 - 帝国女子理学専門学校長
- 1947年 - 東邦医科大学学長
- 1952年 - 東邦大学医学部長・病院長
- 1957年 - 東邦大学理事長、学長
- 1961年 - 世界観研究会創立
- 1964年9月29日 - 千葉県にて死去

## 著作
- 『脈搏結滞之病理及其療法』金原商店、1924年
- 『内科類症鑑別診斷學』金原出版、1925年
- 『診断学要項：教科用』金原商店、1927年
- 『内科學要項』金原商店、1927年
- 『臨牀藥理學』金原商店、1928年
- 『額田晋氏に科學的人生觀を訊く』有斐閣、1934年
- 『内科学』（上・中・下巻）日本医書出版、1937年
- 『自然科學の發展』北光書房、1947年
- 『肺結核の特殊転調療法』金原商店、1959年
- 『人生観と断層』鶴風会、1950年
- 『科学と共に』近藤書店、1951年
- 『「リムルス」（ガブトガニ）の心臓機能に関する研究』創元社、1953年
- 『正しい治療のための薬理学』金原出版、1957年
- 『自然・生命・人間』西川書店、1959年
- 『世界観』西川書店、1961年

### 額田豊 ・晋共著
- 『近世内科臨床診断學』金原出版、1912年 ※第17版以降は額田晉単独著『診断學』
- 『簡明内科學』（上下巻）金原商店、1926年